# Westwacht 08 Aachen
Westwacht 08 Aachen is een Duitse voetbalclub uit de stad Aken.

## Geschiedenis
De club werd in 1908 opgericht als  Jünglingverein Sankt Jakob Aachen en nam in 1920 de naam Westwacht 08 Aachen aan. De club speelde altijd in de schaduw van stadsrivaal Alemannia Aachen. In 1973/74 trof de club Alemannia in de derde ronde van de West-Duitse beker en kon thuis 1-1 gelijk spelen. De terugwedstrijd werd 6-0 voor Alemannia. 
In 1979 promoveerde de club naar de Oberliga Nordrhein, toen de derde klasse, maar degradeerde reeds na één seizoen. Na een laatste plaats in 2015 degradeerde de club uit de Landesliga Mittelrhein. 